# Osvajači olimpijskih odličja u atletici, muški, mješovita štafeta
Osvajači olimpijskih medalja u atletici za muškarce u disciplini mješovita štefeta prikazani su u donjoj tablici. Radi se o disciplini u kojem su se natjecale momčadi s po četiri trkača, od kojih su dvojica trčala po 200 m, jedan 400 m te jedan 800 m, dakle ukupno na dionici od 1600 m. Ta je disciplina bila u programu Igara samo jednom.
| Olimpijske igre | Zlato                                                            | Srebro                                                   | Bronca                                               |
| --------------- | ---------------------------------------------------------------- | -------------------------------------------------------- | ---------------------------------------------------- |
| London 1908.    | SAD William Hamilton Nathaniel Cartmell John Taylor Mel Sheppard | NJE Arthur Hoffmann Hans Eicke Otto Trieloff Hanns Braun | MAĐ Pál Simon Frigyes Wiesner József Nagy Ödön Bodor |